# Обернценн
Обернценн (нем. Obernzenn) — ярмарочная община в Германии, в земле Бавария.
Подчиняется административному округу Средняя Франкония. Входит в состав района Нойштадт-на-Айше — Бад-Виндсхайм. Население составляет 2663 человека (на 31 декабря 2010 года). Занимает площадь 39,67 км². Официальный код — 09 5 75 156.

## Внутреннее деление
Община подразделяется на 17 административных единиц.

## Население
По оценке на 31 декабря 2015 года население общины Обернценн составляет 2714 чел. 

| Дата      | 1840 | 1871 | 1900 | 1925 | 1939 | 1950 | 1961 | 1970 | 1987 | 2011 |
| --------- | ---- | ---- | ---- | ---- | ---- | ---- | ---- | ---- | ---- | ---- |
| Население | 2709 | 2668 | 2414 | 2433 | 2424 | 3179 | 2588 | 2618 | 2503 | 2625 |

| Год       | 1960 | 1970 | 1980 | 1990 | 2000 | 2009 | 2010 | 2011 | 2012 | 2013 | 2014 | 2015 |
| --------- | ---- | ---- | ---- | ---- | ---- | ---- | ---- | ---- | ---- | ---- | ---- | ---- |
| Население | 2551 | 2563 | 2635 | 2553 | 2692 | 2691 | 2663 | 2638 | 2653 | 2635 | 2629 | 2714 |